# Burke Engineering
Die Burke Engineering Co. Ltd. war ein britischer Automobilhersteller, der von 1906 bis 1907 in Clonmel im County Tipperary ansässig war. Irland war damals insgesamt noch Teil des Vereinigten Königreichs von Großbritannien und Irland.
Das einzige Modell war der 24 HP, auch 24/30 HP genannt. Es war mit einem französischen Vierzylinder-Reihenmotor ausgestattet, der 24 bhp (17,6 kW) leistete. Die Kraftübertragung zu den Hinterrädern erfolgte mit Ketten.